# Comté de Taylor (Kentucky)
Pour les articles homonymes, voir Comté de Taylor.
Le comté de Taylor est un comté de l'État du Kentucky, aux États-Unis. Son siège est situé à Campbellsville.

## Histoire
Fondé en 1848, le comté a été nommé d'après Zachary Taylor, le 12e Président des États-Unis.